# Социалистическая геральдика

Герб РСФСР стал первым символом, определившим правила и особенности социалистической геральдики.

Социалистическая геральдика — стиль, используемый социалистическими государствами в дизайне государственных символов.

## Происхождение
После революции 1917 года Россия и другие советские республики нуждались в новых государственных символах, таких как гербы, флаги и печати. Советское руководство не желало использовать старые геральдические символы, восходящие к феодальной эпохе, ассоциировавшиеся со старым режимом.
Так был изобретен новый стиль, основанный на идеалах коммунизма. Этому стилю последовали другие социалистические и коммунистические государства мира.

## Характеристика
Основными элементами социалистической геральдики являются: овальные (или круглые) гирлянды сельскохозяйственных продуктов в качестве щита, красная звезда, красные ленты, переплетённые с гирляндами, а также природные (или промышленные) ландшафты в качестве щита, в основном с гербом. Солнце на заднем плане, серп и молот в качестве центральных фигур. Эти новые элементы положили начало новой геральдической концепции, порвавшей с традиционной геральдической теорией, которую коммунисты заклеймили как полную средневековых и буржуазных элементов, противоречащих стремлениям, которые они приписывали пролетариату.
Социалистическая геральдика обычно использует следующие геральдические элементы:
- Рабочие инструменты, например, серп и молот, коммунистические символы по преимуществу, которые представляют собой союз между рабочими и крестьянами, хотя также могут быть такие инструменты, как кирки и мотыги. Иногда встречаются инструменты, представляющие интеллектуалов, например, циркуль на гербе ГДР или ручка на гербе Трудовой партии Кореи.
- Красная (или золотая) звезда — самый распространённый социалистический символ, наряду с серпом и молотом.
- Солнце, изображённые на гербах СССР и на гербах различных югославских республик.
- Ленты различных цветов или с надписями, обычно вплетённые в гирлянды злаков, присутствуют почти на всех государственных гербах исторических коммунистических государств.
- Шестерни (зубчатые), изображённые на гербах Анголы, Лаоса и Китайской Народной Республики.
- Венки из злаков (пшеница, хлопок, кукуруза или другие культуры) присутствуют почти во всех национальных гербах исторических коммунистических государств.
- Огнестрельное оружие, в отличие от холодного оружия средневековой геральдики, на флаге Мозамбика встречается современное оружие, такое как автомат Калашникова.
- Открытые книги, представленные в национальных гербах Мозамбика, Анголы и Афганистана.
- Заводы или промышленное оборудование, представленные на гербах КНДР, Социалистической Республики Боснии и Герцеговины, Лаоса, Камбоджи и Азербайджана.
- Природные ландшафты, представленные на гербах различных советских республик, югославских республик и на гербе КНДР.
- Меч и щит на эмблеме КГБ.
- Красный цвет, который преобладает в области геральдики, принят революционными движениями с XIX века.

## Разработка
Главным образцом социалистической геральдики стал герб СССР. Этому стилю следовали в ряде стран, особенно в Восточной Европе, Африке и Азии, за исключением республик Куба и ПНР, ярких примеров коммунистических государств, которые не использовали коммунистическую символику на своих флагах, гербах или других графических изображениях. Эти страны предпочли сохранить свою геральдическую традицию с некоторыми изменениями, в случае Польши ликвидация королевской короны, которая стояла на каролингском орле, а в случае Кубы, с её гербом, полным республиканских элементов, вдохновлённых элементами, родственными Французской революции, реформа национальных символов была отклонена. Точно так же Чехословакия сохранила свой щит с традиционной геральдикой, хотя и добавила красную звезду наверху, символизирующую коммунизм.
Социалистический стиль повлиял даже на несоциалистические страны в разработке своих национальных гербов после политических изменений. Таковы были случаи с первой итальянской республикой (1947—1993) после провозглашения в 1946 году, с принятием эмблемы, включавшей зубчатое колесо, оливковую и дубовую ветви на опоре или пятиконечную звезду, или Джибути после обретения независимости в 1977 году, с эмблемой, которая включает в себя красную звезду и лавровые ветви наряду с традиционным оружием.
Румыния создала новую социалистическую геральдическую традицию, которая оказалась весьма спорной. Государственный комитет по геральдике объединил туристическую тематику, фотографические изображения пейзажей и древние геральдические фигуры с современными элементами, такими как нефтяные вышки.
В 1974 году Венгрия заменила гербы 83-х городов на гербы социалистического типа, львов и орлов с многовековой традицией сменили рабочие, семьи с детьми и молодые фермеры, гордящихся тем, что тянутся к солнцу кулаками. Все эти гербы были увенчаны красной звездой.
С распадом СССР и социалистического режима в его странах-сателлитах геральдика была заменена старыми традиционными символами докоммунистического правления или совершенно новыми эмблемами.
Однако социалистическая геральдика остаётся сильна в некоторых странах, таких как КНР, Вьетнам и КНДР. Также о социализме напоминают некоторые национальные гербы стран бывшего коммунистического блока, таких как РБ и Северная Македония. В Африке современные гербы Анголы и Мозамбика до сих сохраняют элементы социалистического стиля.

## Гербы

### Исторические

#### СССР

СССР (1923 — 1931)
СССР (1931 — 1936)
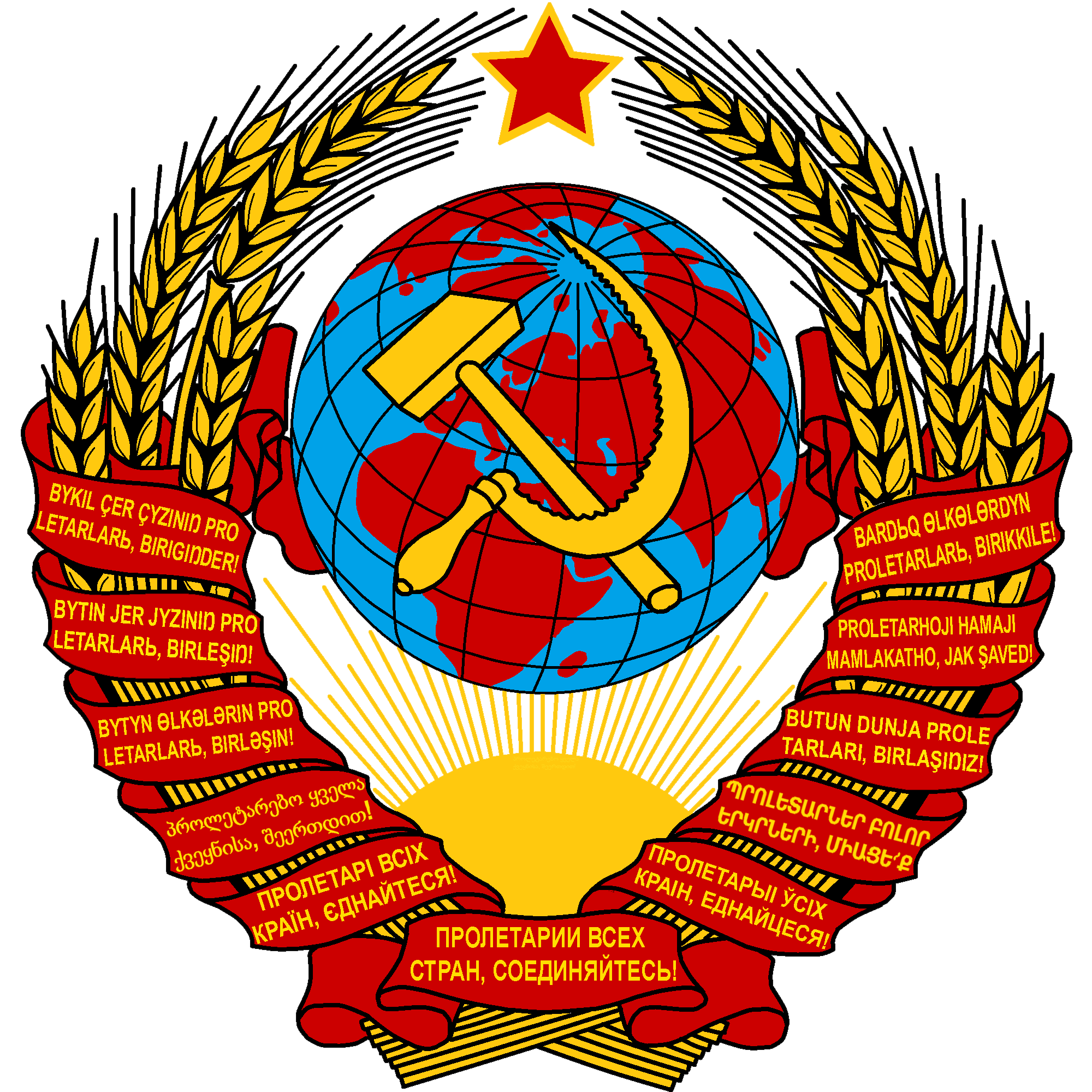
СССР (1936 — 1946)
СССР (1946 — 1956)
СССР (1956 — 1991)

##### Советские республики

Армянская ССР (1922 — 1937)
Армянская ССР (1937 — 1991)
Азербайджанская ССР (1920 — 1921)
Азербайджанская ССР (1921 — 1927)
Азербайджанская ССР (1927 — 1931)
Азербайджанская ССР (1931 — 1937)
Азербайджанская ССР (1937 — 1940)
Азербайджанская ССР (1940 — 1978)
Азербайджанская ССР (1978 — 1991)
ССР Белоруссия (1919)
Белорусская ССР (1920)
Белорусская ССР (1927)
Белорусская ССР (1926 — 1937)
Белорусская ССР (1938 — 1949)
Белорусская ССР (1949 — 1958)
Белорусская ССР (1958 — 1981)
Белорусская ССР (1981 — 1991)
Эстонская ССР (1940 — 1991)
Грузинская ССР (1921 — 1937)
Грузинская ССР (1937 — 1981)
Грузинская ССР (1981 — 1991)
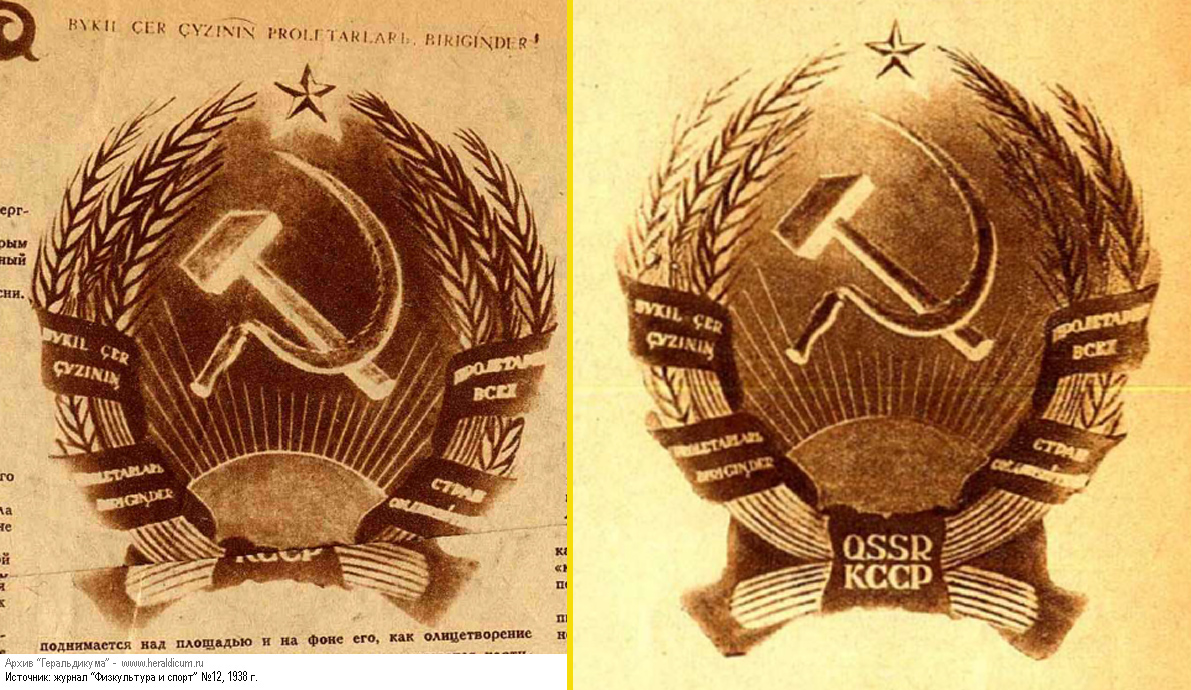
Казахская ССР (1937 — 1939)
Казахская ССР (1939 — 1978)
Казахская ССР (1978 — 1991)
Киргизская ССР (1936 — 1937)
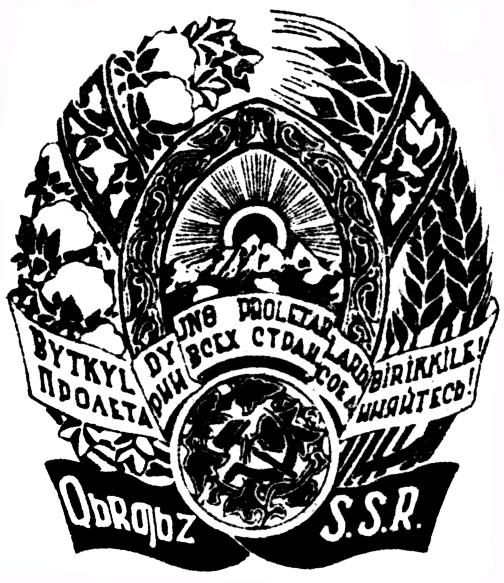
Киргизская ССР (1937)
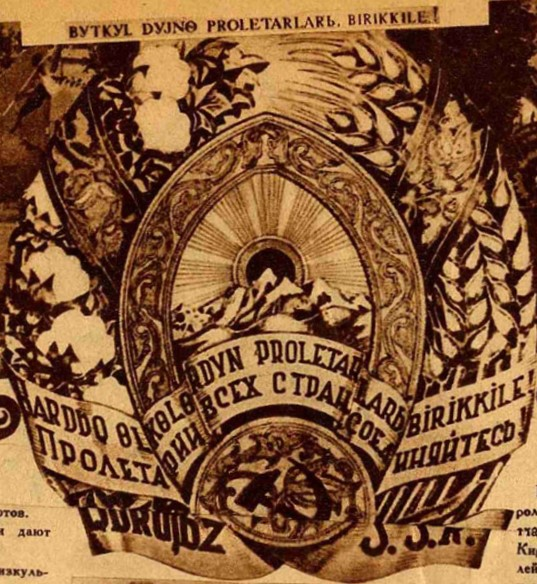
Киргизская ССР (1937 — 1940)
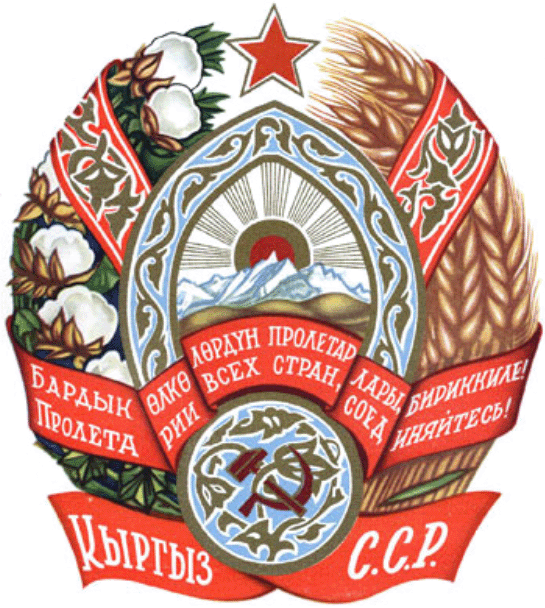
Киргизская ССР (1940 — 1956)
Киргизская ССР (1956 — 1991)
Латвийская ССР (1919 — 1920)
Латвийская ССР (1940 — 1990)
Литовская ССР (1940 — 1978)
Литовская ССР (1978)
Литовская ССР (1978 — 1990)
Молдавская ССР (1941 — 1957)
Молдавская ССР (1957 — 1981)
Молдавская ССР (1981 — 1990)
РСФСР (1918 — 1920)
РСФСР (1920 — 1978)
РСФСР (1978 — 1992)
Таджикская ССР (1931 — 1935)
Таджикская ССР (1936 — 1937)
Таджикская ССР (1937)
Таджикская ССР (1937 — 1940)
Таджикская ССР (1940 — 1992)
Туркменская ССР (1924 — 1927)
Туркменская ССР (1927 — 1937)
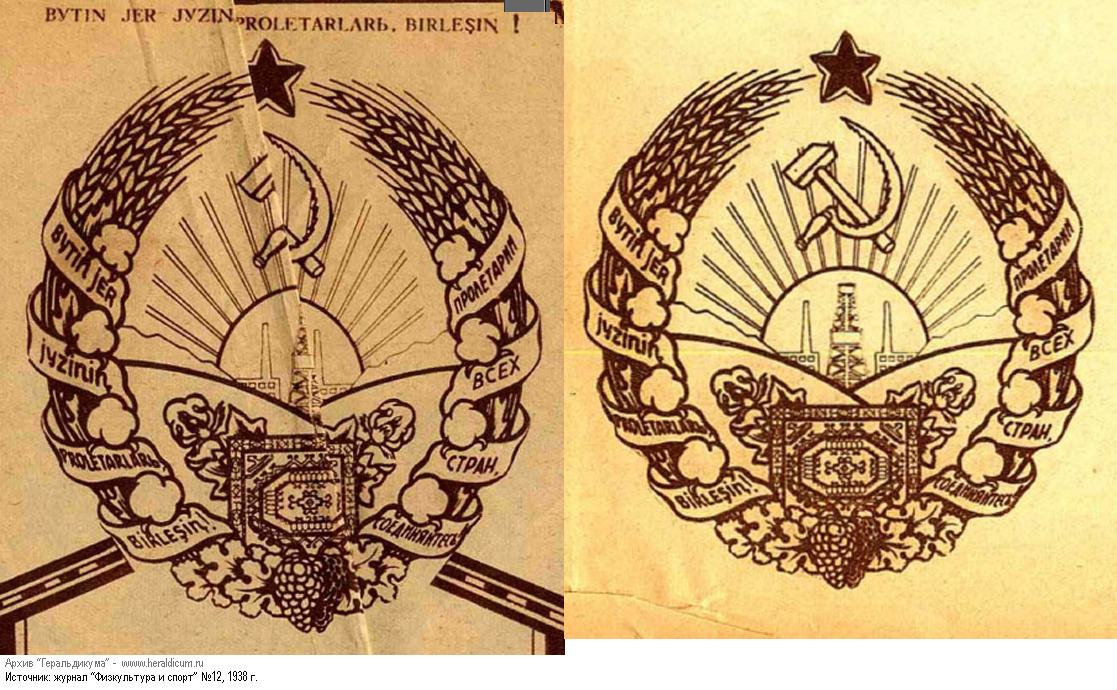
Туркменская ССР (1937 — 1941)
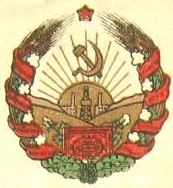
Туркменская ССР (1941 — 1946)
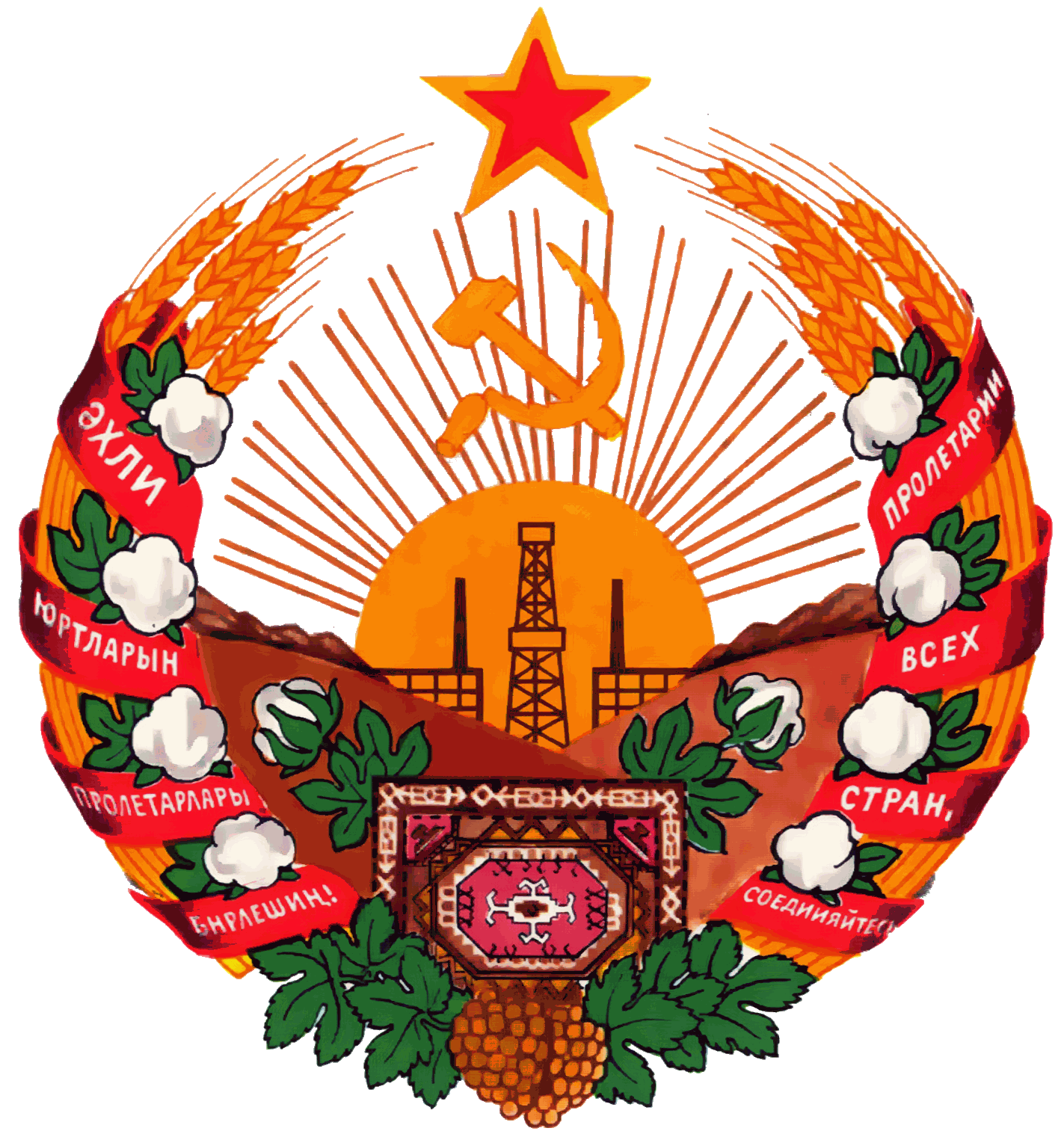
Туркменская ССР (1946 — 1978)
Туркменская ССР (1978 — 1991)
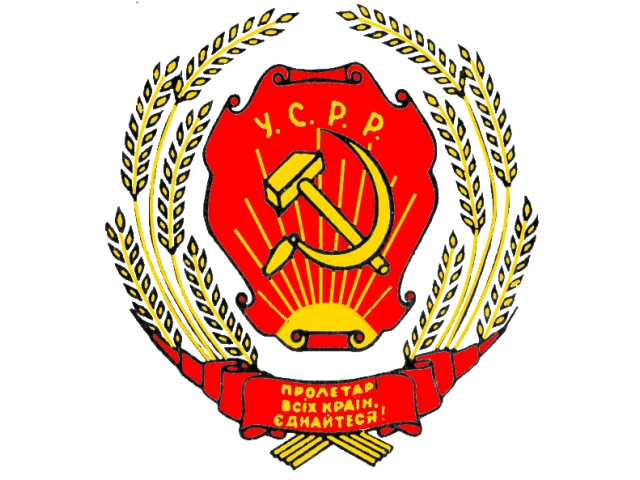
Украинская ССР (1926 — 1937)
Украинская ССР (1937 — 1949)
Украинская ССР (1949 — 1991)
Узбекская ССР (1929)
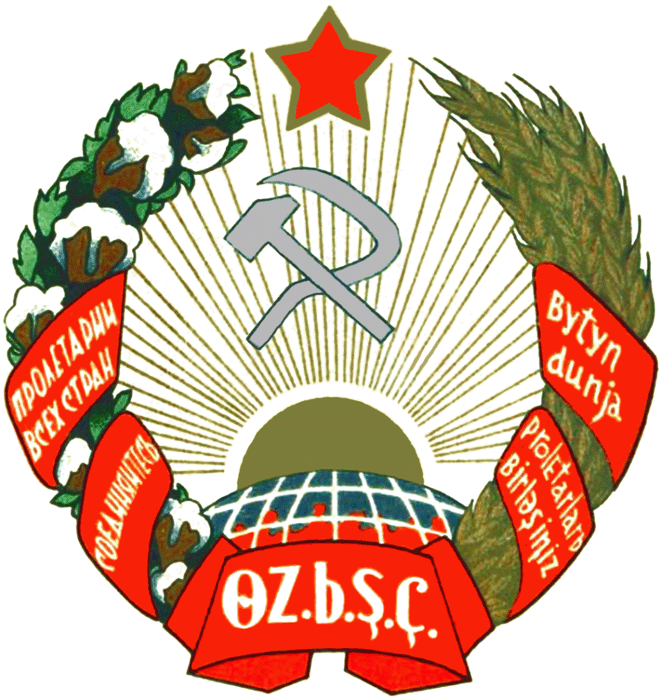
Узбекская ССР (1929-1941)
Узбекская ССР (1929 — 1937)
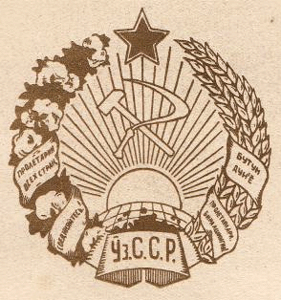
Узбекская ССР (1937 — 1947)
Узбекская ССР (1947 — 1978)
Узбекская ССР (1978 — 1991)

##### Бывшие советские республики

Бухарская НСР (ССР) (1920 — 1924)
Карело-Финская ССР (1940 — 1956)
ЗСФСР (1922 — 1923)
ЗСФСР (1923 — 1924)
ЗСФСР (1924 — 1931)
ЗСФСР (1931 — 1936)
Хорезмская НСР (1920 — 1923)
Хорезмская ССР (1923 — 1924)

##### Автономные советские республики

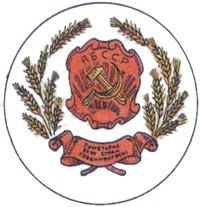
Башкирская АССР (1925 — 1937)
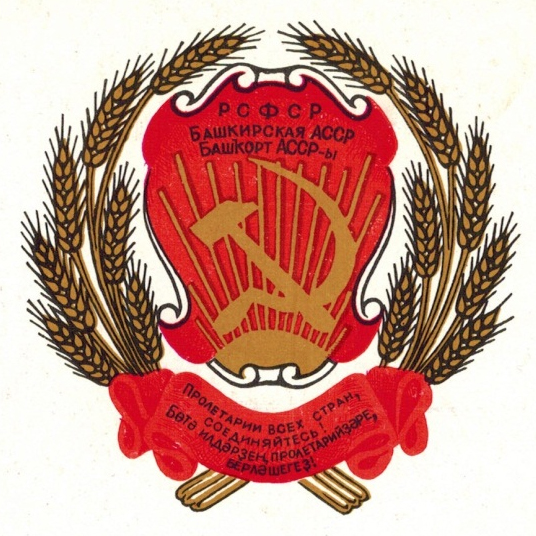
Башкирская АССР (1937 — 1978)
Башкирская АССР (1978 — 1993)
Бурятская АССР (1923 — 1991)
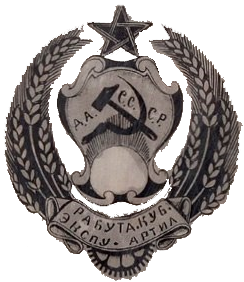
Дагестанская АССР (1921 — 1927)
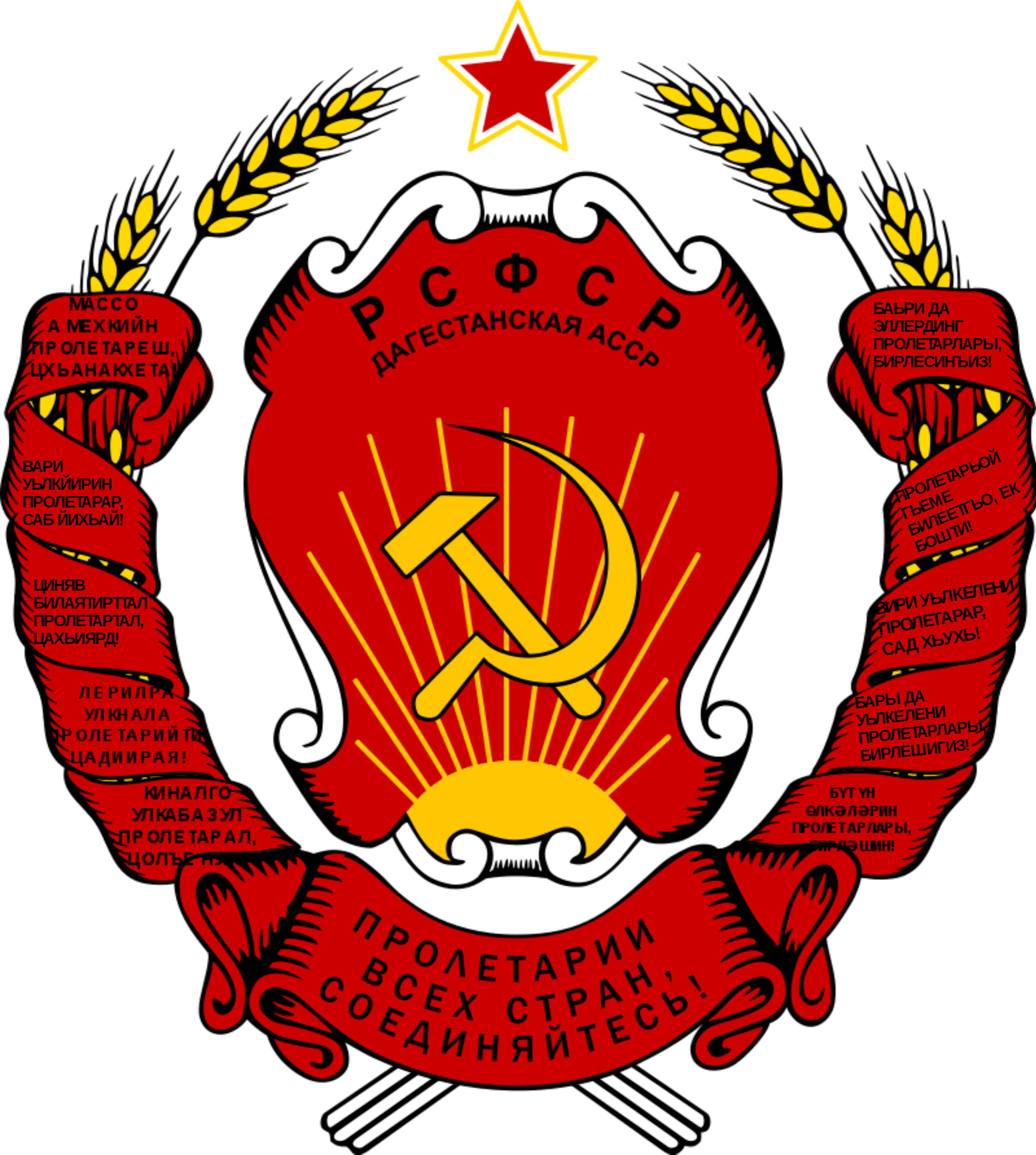
Дагестанская АССР (1927 — 1991)
Кабардино-Балкарская АССР (1936 — 1992)
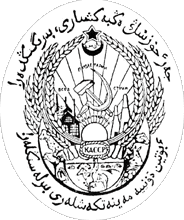
Казакская (Казахская) АССР (1925 — 1927)
Казакская (Казахская) АССР (1927 — 1937)
Калмыцкая АССР (1935 — 1991)
Карельская АССР (1923 — 1940, 1956 — 1991)
Киргизская АССР (1920 — 1925)
Коми АССР (1936 — 1990)
Крымская АССР (1921 — 1945, 1991 — 1992)
Марийская АССР (1936 — 1990)
Мордовская АССР (1934 — 1937)
Мордовская АССР (1937 — 1993)
АССР Немцев Поволжья (1923 — 1941)
Северо-Осетинская АССР (1936 — 1993)
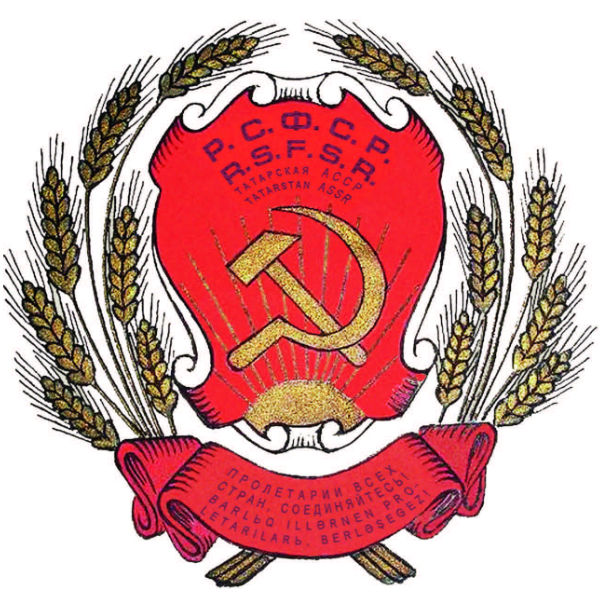
Татарская АССР (1937 — 1978)
Татарская АССР (1978 — 1992)
Тувинская АССР (1962 — 1978)
Тувинская АССР (1978 — 1992)
Туркестанская АССР (1918 — 1924)
Удмуртская АССР (1934 — 1992)
Чечено-Ингушская АССР (1936 — 1944, 1957 — 1993)
Чувашская АССР (1926 — 1927)
Чувашская АССР (1927 — 1931)
Чувашская АССР (1931 — 1937)
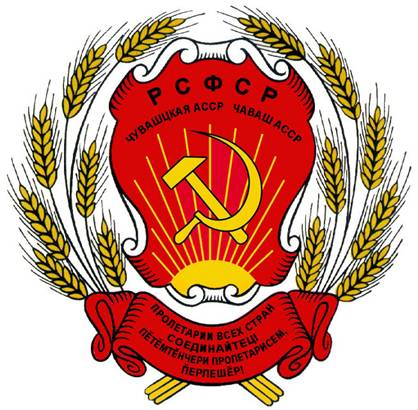
Чувашская АССР (1937 — 1978)
Чувашская АССР (1978 — 1992)
Якутская АССР (1922 — 1990)
ССР Абхазия (1921 — 1924)
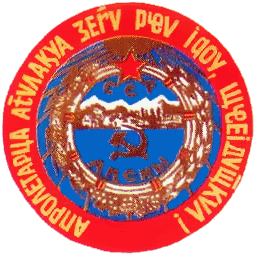
ССР Абхазия (1924 — 1926)
ССР Абхазия (1928 — 1931)
Абхазская АССР (1954 — 1978)
Абхазская АССР (1978 — 1992)
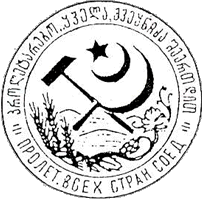
Аджарская АССР (1922-1937)
Аджарская АССР (1937 — 1990)
Каракалпакская АССР (1936 — 1992)
Молдавская АССР (1929-1938)
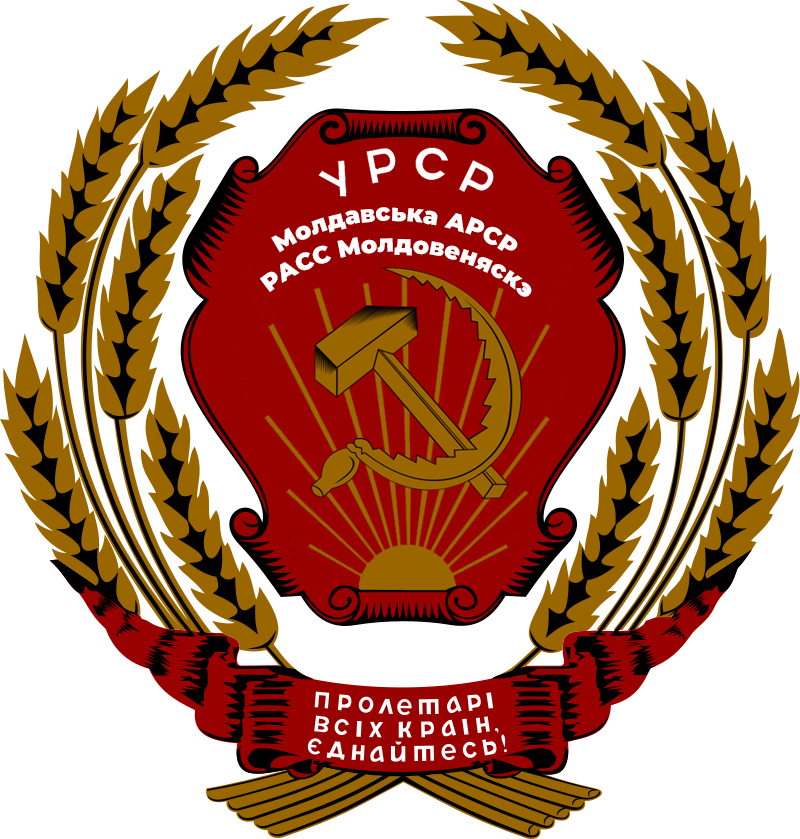
Молдавская АССР (1938-1940)
Молдавская АССР (1940-1941)
Таджикская АССР (1924 — 1929)
Таджикская АССР (1929 — 1931)
Нахичеванская АССР (1924 — 1990)

##### Города

Воткинск (1979 — 2006)
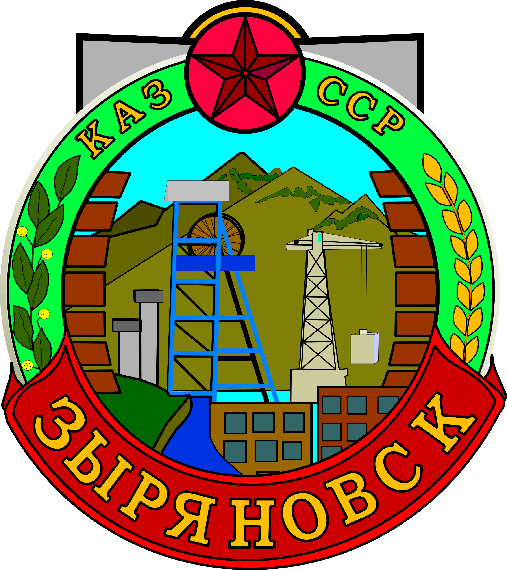
Зыряновск (1965 — 2019)
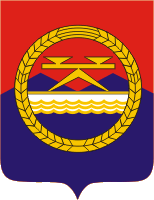
Кокшетау (1970 — 1991)
Кокшетау (1991 — 2002)
Москва (1924 — 1993)
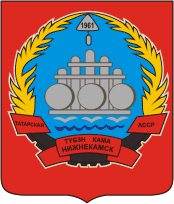
Нижнекамск (1975 — 2007)

#### Югославия

Югославия (1943 — 1946)
Югославия (1946 — 1963)
Югославия (1963 — 1992)

##### Югославские республики

СР Босния и Герцеговина (1963 – 1992)
Федеральное Государство Хорватия (1943-1945)
СР Хорватия (1963 – 1992)
СР Словения (1963 – 1992)
НР Македония (1944 — 1946)
СР Македония (1963 – 1992)
СР Черногория (1963 – 1974)
СР Черногория (1974 – 1992)
СР Сербия (1963 – 1992)

#### Африка

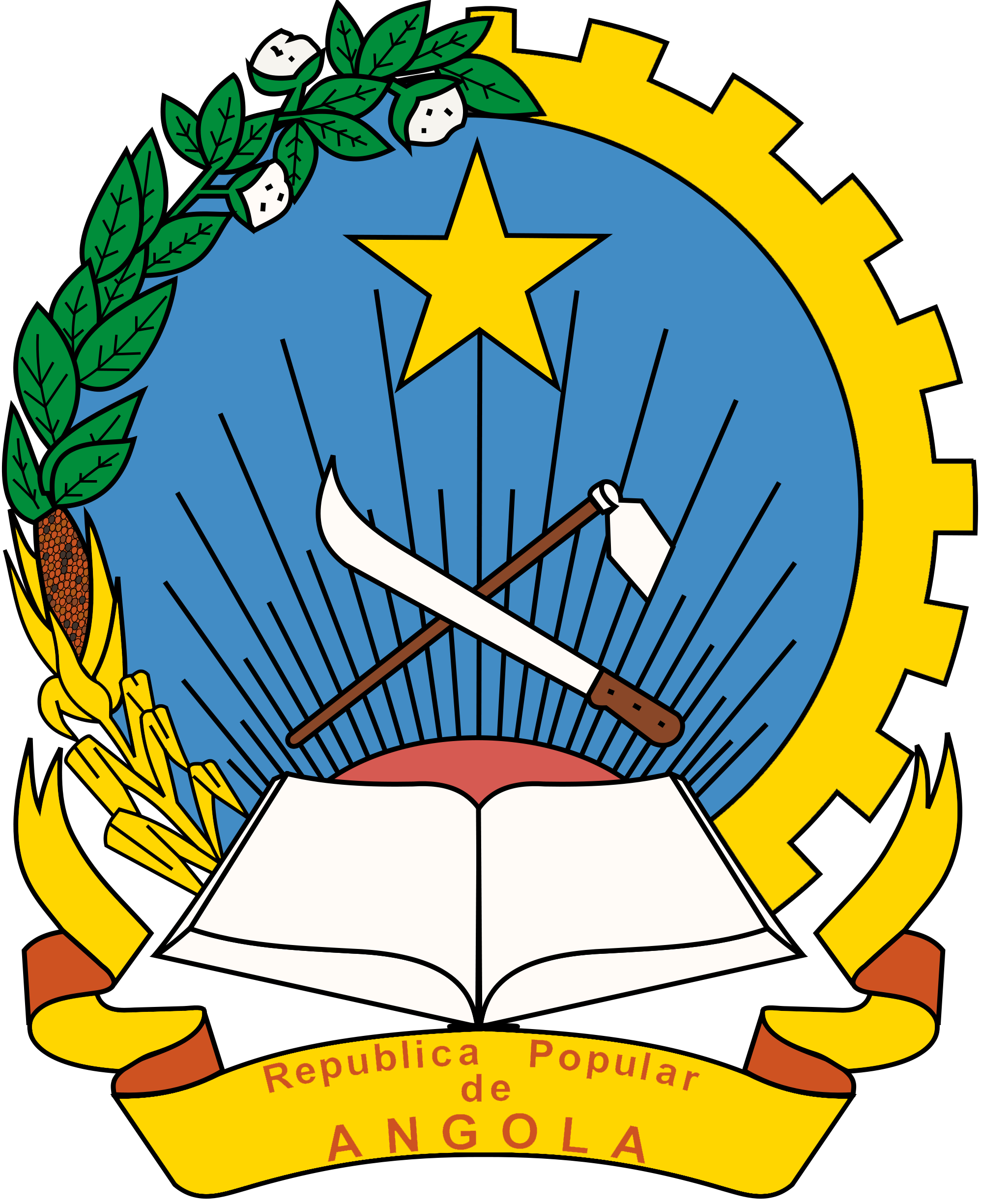
Ангола (1975 – 1992)
Бенин (1975 – 1990)
Буркина-Фасо (1984 – 1997)
Кабо-Верде (1975 – 1992)
НР Конго (1970 – 1991)
Эфиопия (1975 – 1987)
НДР Эфиопия (1987 – 1991)
Мадагаскар (1975 – 1992)
НР Мозамбик (1975 – 1982)
НР Мозамбик (1982 – 1990)

#### Азия

Демократическая Республика Азербайджан (1945 – 1946)
Дальневосточная республика (1920 — 1922)
Кампучия (1975 – 1979)
Кампучия (1979 – 1989)
Кампучия (1989 – 1991)
Китайская СР (1931 – 1937)
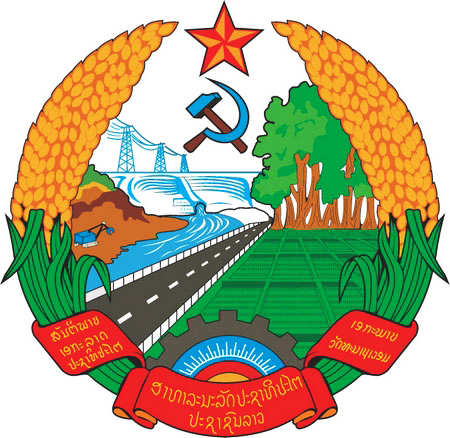
Лаос (1975 – 1992)
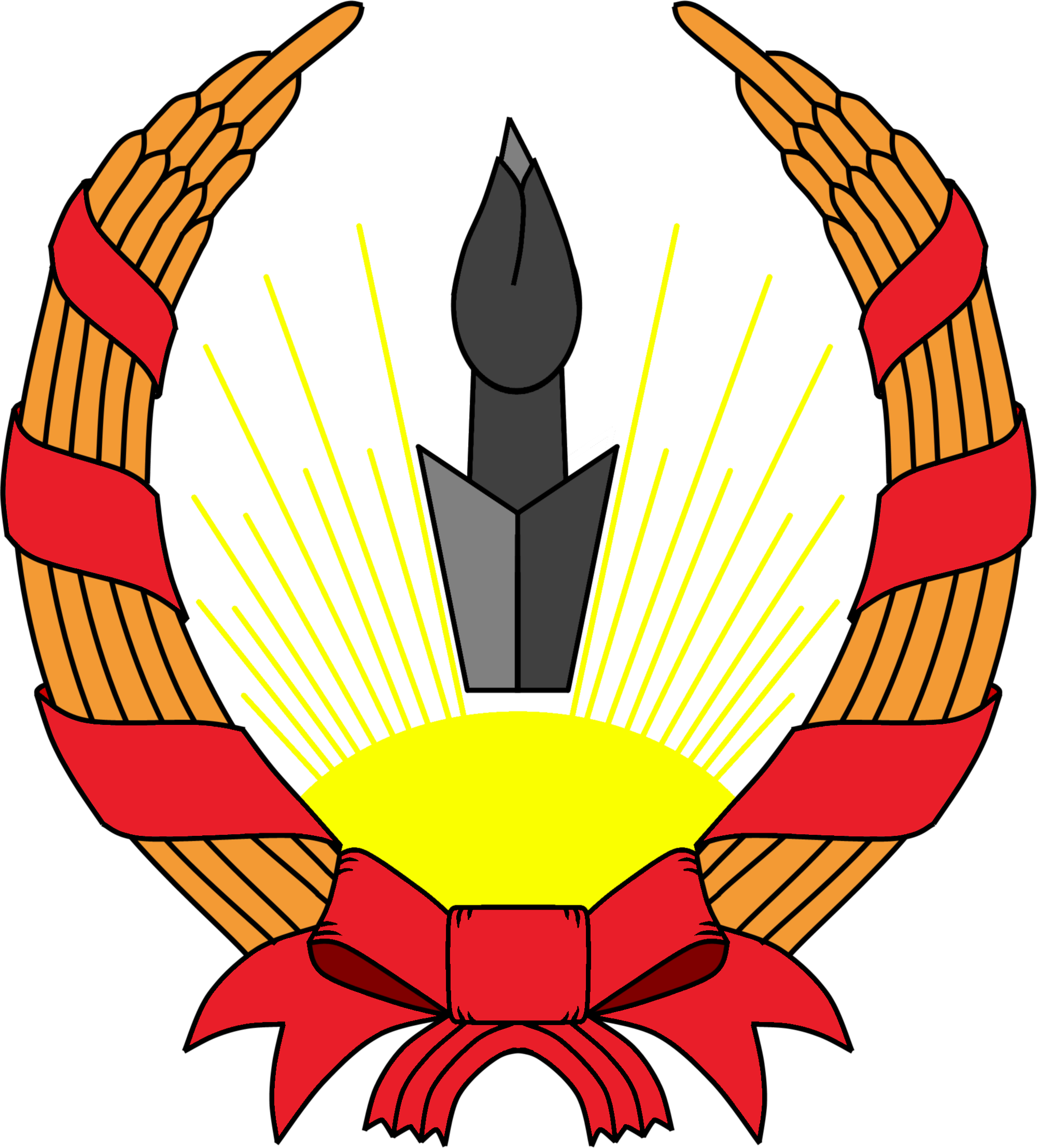
Мехабадская республика (1946)
Внутренняя Монголия (1947 — 1949)
Монгольская НР (1940 — 1941)
Монгольская НР (1941 — 1960)
Монгольская НР (1960 – 1991)
Тувинская НР (1926 — 1930)
Тувинская НР (1930)
Тувинская НР (1930 — 1933)
Тувинская НР (1941 — 1943)
Тувинская НР (1943 — 1944)
Южный Вьетнам (1969-1976)

##### Афганистан

Афганистан (1928 — 1929)
Афганистан (1931 — 1973)
Афганистан (1973 — 1974)
Афганистан (1974 — 1978)
Афганистан (1978 — 1980)
Афганистан (1980 — 1987)
Афганистан (1987 — 1992)
Афганистан (1992 — 1996)
Афганистан (2002 — 2004)
Афганистан (2004 — 2013)
Афганистан (2013 — 2021)

#### Европа

НСР Албания (1946 – 1991)
ГДР (1949 – 1953)
ГДР (1953 – 1955)
ГДР (1955 – 1990)
НР Болгария (1948)
НР Болгария (1948 – 1968)
НР Болгария (1968 – 1971)
НР Болгария (1971 – 1990)
ЧССР (1961 – 1989)
Венгерская НР (1949 – 1956)
Венгерская НР (1957 – 1989)
СР Румыния (1948)
СР Румыния (1948 – 1952)
СР Румыния (1952 – 1965)
СР Румыния (1965 – 1989)

#### Постсоветское пространство

Белоруссия (1995 – 2012)
Белоруссия (2012 – 2021)
Белоруссия (2021 – н.в.)
Россия (1992 – 1993)
Таджикистан (1992 – 1993)
Таджикистан (1992 – 1993 2 вариант)
Туркменистан (1992 – 2000)
Туркменистан (2000 – 2003)

##### Регионы

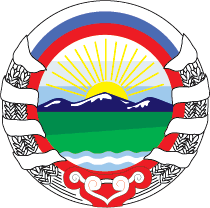
Агинский Бурятский автономный округ (Россия) (1996 – 2003)
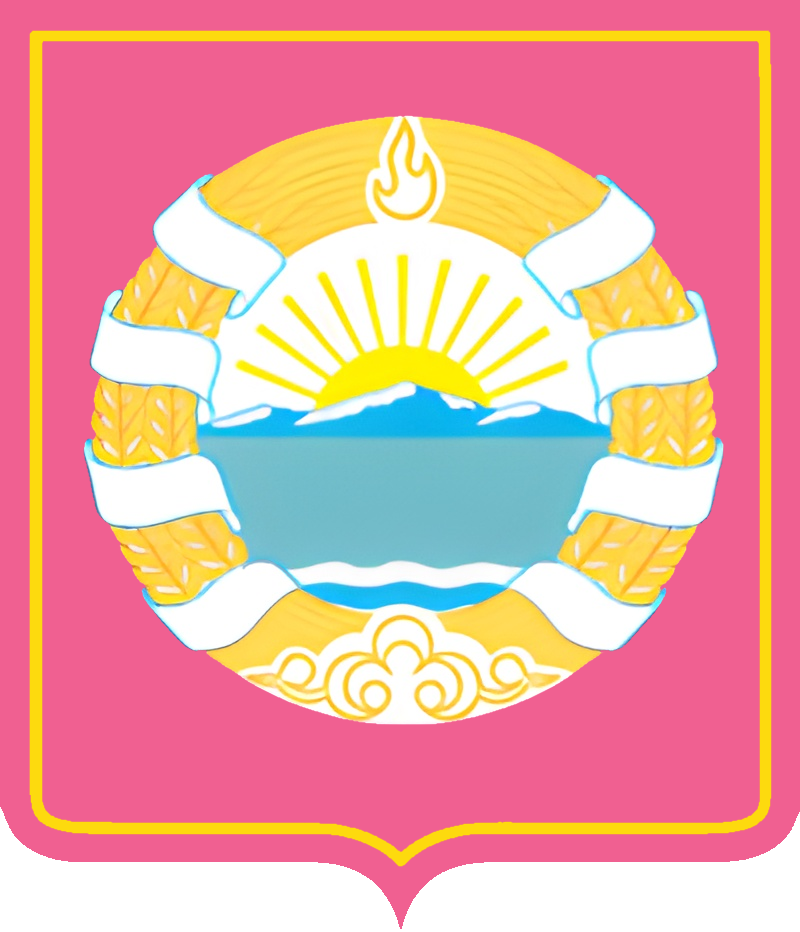
Агинский Бурятский автономный округ (Россия) (2003 – 2009)
Ханты-Мансийский автономный округ — Югра (Россия) (1995 – 2020)

### Современные

#### Государства

Алжир
Ангола
Афганистан
Белоруссия
Бразилия
Вьетнам
Гвинея-Бисау
Джибути
Италия
Кипр (1960 — 2006)
Киргизия
Китай
КНДР
Коморы
Лаос
Мозамбик
Непал
Пакистан
Северная Македония (1992 — 2009)
Северная Македония (2009 — н.в.)
Таджикистан
Туркменистан
Узбекистан

#### Частично признанные и непризнанные государства

Автономная Республика Бадахшан (1992 — 1997)
Западная Сахара
Приднестровье
Сомалиленд
Турецкая Республика Северного Кипра

#### Регионы

Республика Адыгея (Россия)
Алтайский край (Россия)
Республика Башкортостан (Россия)
Брянская область (Россия)
Волгоградская область (Россия)
АТО Гагаузия (Молдова)
Республика Каракалпакстан (Узбекистан)
Карачаево-Черкесская Республика (Россия)
Луганская Народная Республика (Россия)
Республика Мордовия (Россия)
Чеченская Республика (Россия)
Булган (Монголия)
Увс (Монголия)
Ховд (Монголия)

#### Районы и округа

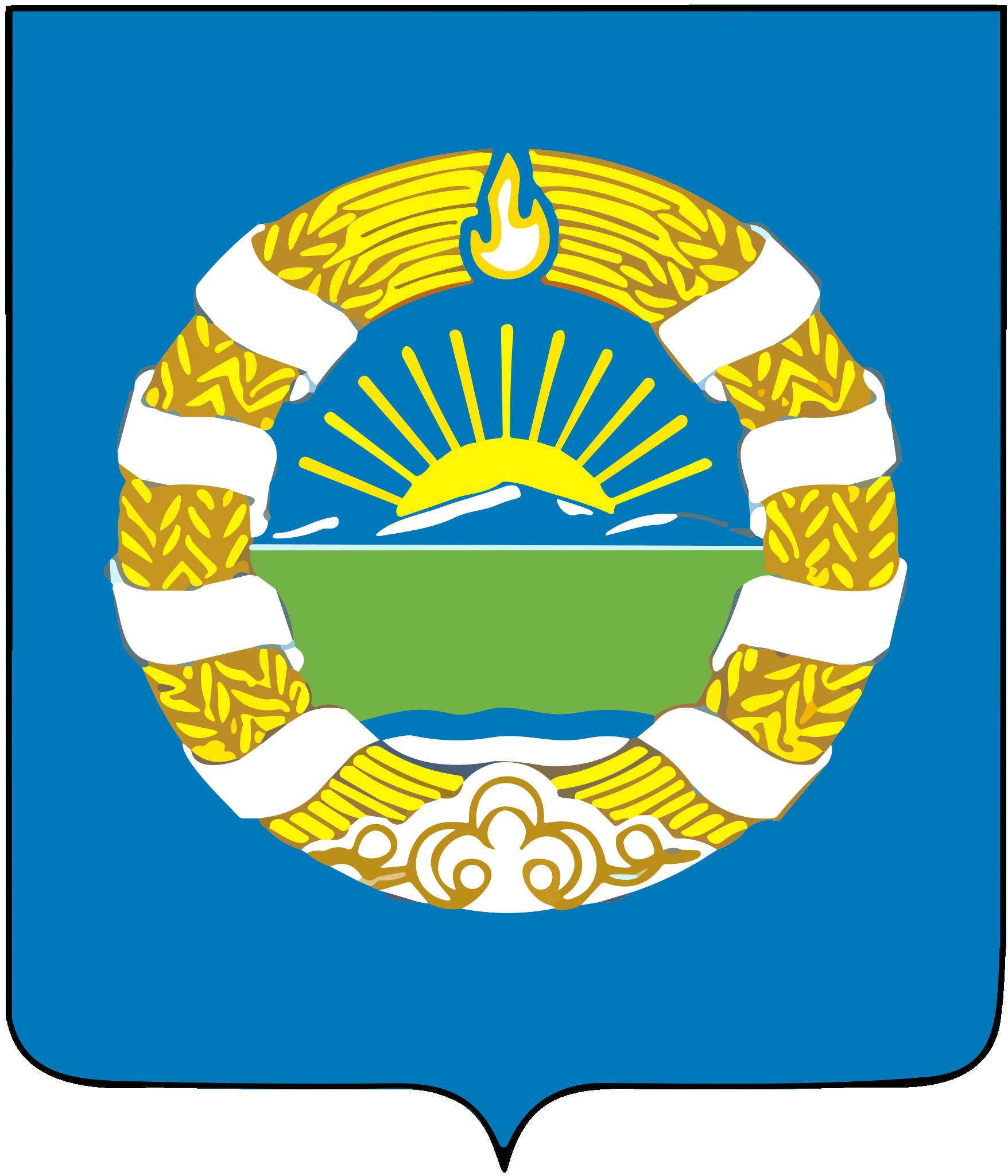
Агинский Бурятский округ (Россия)

#### Города

Волгоград (Россия)